# سیلوینا اوکامپو
سیلوینا اوکامپو (۲۸ ژوئیه ۱۹۰۳–۱۴ دسامبر ۱۹۹۳) شاعر و نویسنده داستان کوتاه اهل آرژانتین بود.

## زندگی
سلیوینا اوکامپو در بوئنوس آیرس به دنیا آمد. او ششمین فرزند مانوئل اوکامپو و رامونا آگوئیر بود. سیلیونا در خانه و با معلم سرخانه خواندن و نوشتن آموخت. در جوانی برای آموختن نقاشی و طراحی به پاریس رفت و مدتی را تحت نظر جورجیو دی چیریکو آموزش دید. در سال ۱۹۴۰ با آدولفو بیوئی کاسارس روزنامه نگار و شاعر آرژانتینی ازدواج کرد.
سیلوینا اولین کتاب مجموعه داستانش را در سال ۱۹۳۷ منتشر کرد و متعاقب آن سه مجموعه شعر از وی چاپ شد.

سیلیونا اوکامپو در ۱۴ دسامبر ۱۹۹۳ در بوئنوس آیرس درگذشت.